# Boyne (affluent de l'Hérault)
Pour les articles homonymes, voir Boyne.
La Boyne (en occitan : La Bòinas) est une petite rivière du Biterrois, coulant du Nord-Ouest au Sud-Est par Cabrières, Fontès et Nizas, et affluent de l'Hérault (rive droite) qu'elle rejoint à la hauteur de Cazouls-d'Hérault. 

## Étymologie
Le nom évoque à l'origine un fond boueux.

## Géographie
De 24,9 km de longueur, la Boyne est issue d'une source située au sud du Mas Nouguier dans les Monts Cabrières.

### Communes traversées
- Mourèze, Valmascle, Cabrières, Fontès, Adissan, Nizas, Cazouls-d'Hérault

### Bassin versant
La Boyen traverse une seule zone hydrographique « La Boyne » (Y232) de 77 km2. Ce bassin versant est constitué à 58,03 % de « forêts et milieux semi-naturels », à 39,98 % de « territoires agricoles », à 1,76 % de « territoires artificialisés ».

### Organisme gestionnaire
L'organisme gestionnaire est l'EPTB SMBFH ou syndicat mixte du bassin du fleuve Hérault, créé en 2009 et sis à Clermont-l'Hérault.

## Affluents

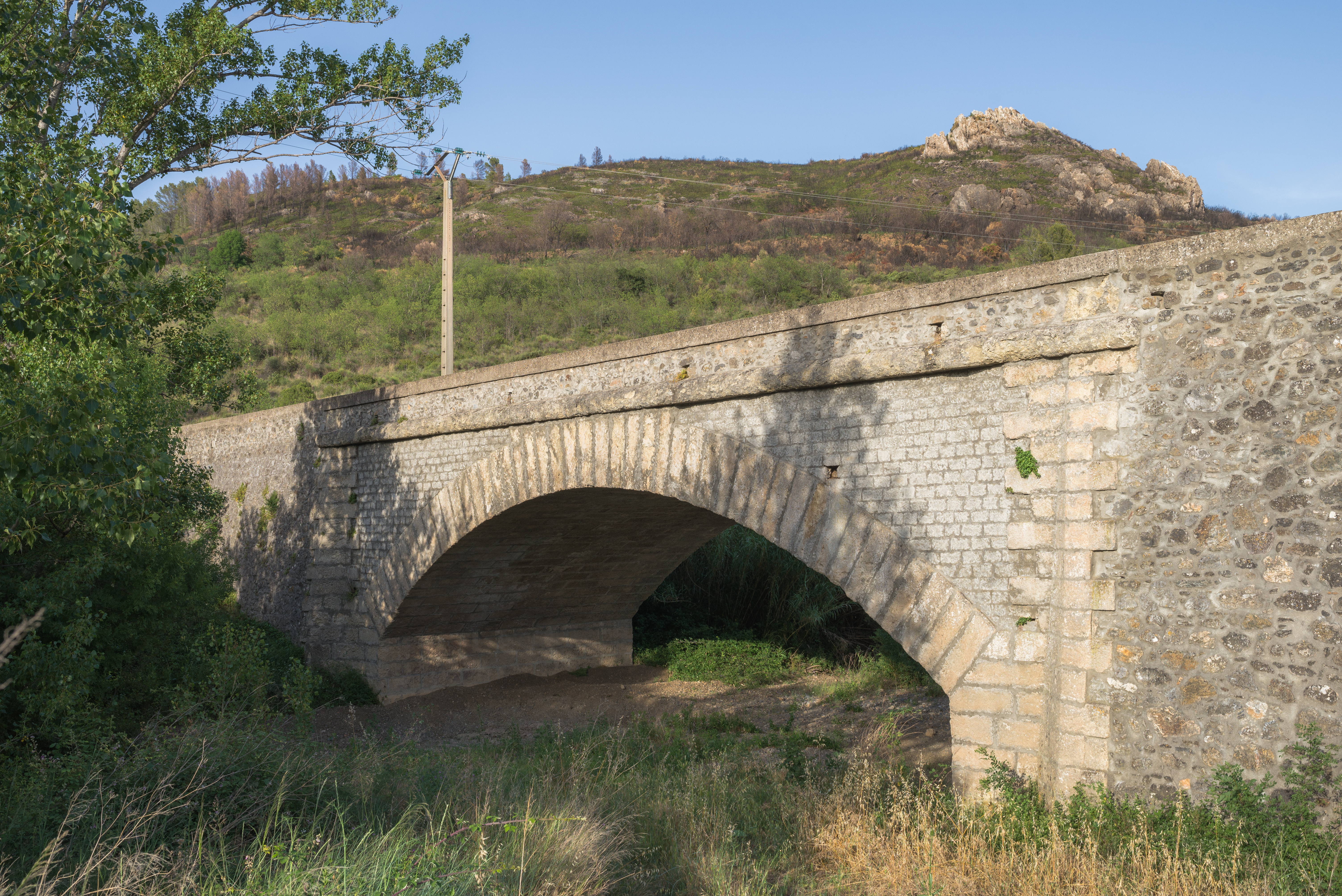
Le pont de la D 15 au-dessus de La Boyne à Cabrières.

La Boyne a dix-sept affluents référencés :
- Ruisseau de Liotard
- Ruisseau des Sillols
- Ruisseau de Malacombe
- Ruisseau des Bois de Naves
- Ruisseau de Vissounel
- Ruisseau de Valusière
- Ruisseau de Valat Grand
- Ruisseau des Vignes
- Ruisseau de Néburelles, avec un affluent :
  - le ruisseau des Figuières,
- Ruisseau des Caviès
- Les Pitrous, avec un affluent :
  - le ruisseau de Lauriol,
- Ruisseau d'Izarne
- Ruisseau des Fontanilles
- Ruisseau de Merderie
- Le Rieu
- Ruisseau de Vareilles
- Ruisseau de Merdols, avec deux affluents :
  - le ruisseau de l'Argelas,
  - le ruisseau de Cancaval,

### Rang de Strahler
Donc le rang de Strahler est de trois.